# Gutshaus Plessow

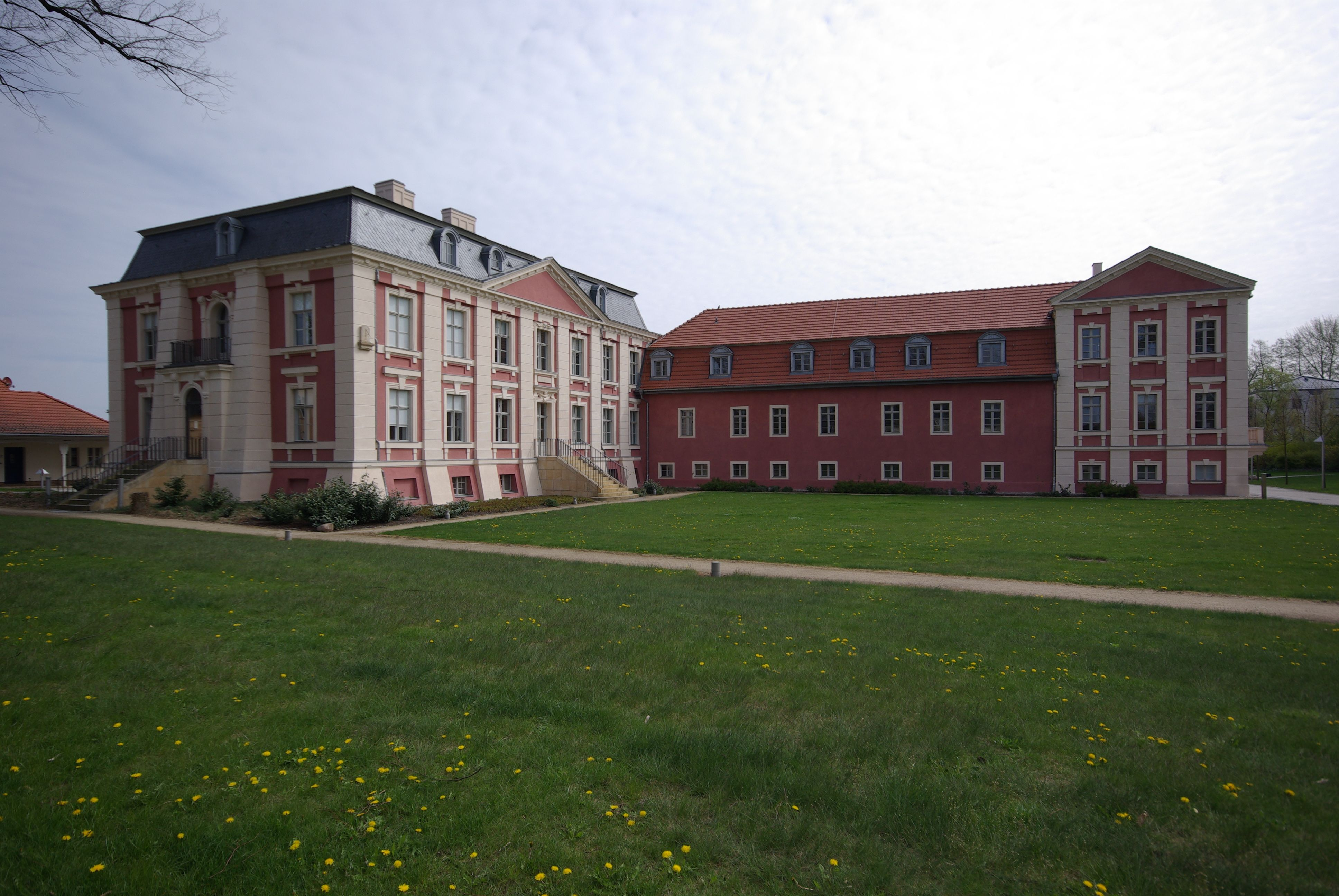
Herrenhaus Plessow

Das Gutshaus Plessow (auch Herrenhaus oder  Schloss Plessow) ist ein Gutshaus im nach Werder an der Havel eingemeindeten Ortsteil Plessow bei Potsdam. Es befand sich lange im Besitz der Familie von Rochow. Das Gutshaus Plessow gehörte zum alten Rittergutskomplex Plessow und ist nun seit Jahrzehnten als Baudenkmal ausgewiesen. Seit den 1960er Jahren wird das Gebäude durchweg als Ausbildungsstätte betrieben.

## Bauwerk

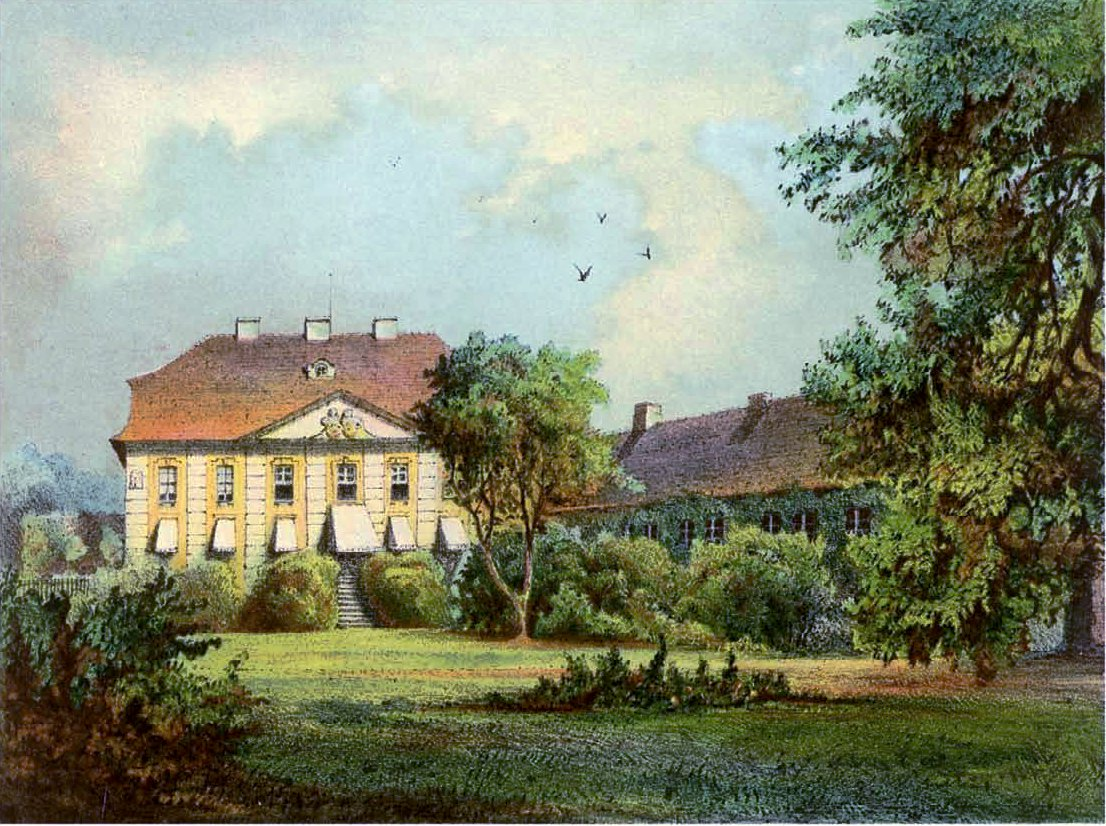
Gut Plessow um 1859/60, Sammlung Alexander Duncker

Das barocke Gutshaus ist ein zweistöckiges, mit den Hauptfronten nach Norden und Süden ausgerichtetes siebenachsiges Bauwerk. Die Fassaden sind durch geschossübergreifende gefugte Lisenen gegliedert, wobei die beiden mittleren an der westlichen Schmalseite geböschte Strebepfeiler bilden. Die Hauptfassade im Süden ist durch einen über den drei mittleren Fensterachsen angeordneten Dreiecksgiebel ausgezeichnet. Das Portal wird über eine kleine Freitreppe erreicht. Ein schiefergedecktes Mansarddach schließt den Hauptbau ab. Auf der Südostseite steht ein älterer Gebäudeflügel, der aus einem einstöckigen siebenachsigen Bauteil mit Mansarddach und dem erhöhten Kopfbau besteht, beides auf einem ausgebauten Kellergeschoss ruhend. Für die Fassadengliederung des Herrenhauses im Stil der Gontard-Schule dienten spätbarocke Potsdamer Bürgerhäuser als Vorbild.
Das Gutshaus Plessow befindet sich in unmittelbarer Nähe zur Dorfkirche Plessow. Die Dorfkirche war bis in die 1890er Jahre Erbbegräbnisstätte der Familie von Rochow und ihrer eingeheirateten Frauen. Diese Stätte wurde mit der Umlagerung der Särge nach 1947 aufgehoben. Auf dem Friedhof erinnert u. a. auch ein kleines Gedenkkreuz aus Holz an die Familie von Rochow. In der Dorfkirche befindet sich ein großes Epitaph für den Obristen Hans XIV. von Rochow, der 1660 auf seinem Nebensitz in Stülpe starb und in Plessow beerdigt wurde. Um die Kirche herum, an den Außenwänden, sind mehrere Grabsteine und Erinnerungstafeln der Gutsbesitzerfamilie. Ein Stein an der Nordseite erinnert bis heute an den Erbauer des neuen Schlosses Plessow, an Friedrich Ludwig V. von Rochow, und seine zweite und dritte Ehefrau aus der Familie von Schmalensee. Des Weiteren erinnert im Inneren eine kleine Holztafel an Rochus Hans von Rochow-Stülpe (1922–1943), die identische Ausführung ist symbolisch in der Dorfkirche Stülpe.
Der heutige Baukörper in Plessow stammt aus 1788/1791. Als Bauherr agierte der erwähnte Johanniterritter Friedrich Ludwig V. von Rochow, 1745 in Stülpe geboren und 1808 in Plessow verstorben. Rochow war Offizier im Regiment der Gardes du Corps und handelte frei gemäß ...:

„… des Grundsatzes, daß der Adel, wenn er nicht dem Landesherrn dient, nur auf seinen Gütern der erste Stand ist und seine Bestimmung erfüllt .“

Er konnte auf Erfahrungen seines Vaters Adam Ernst II. von Rochow-Stülpe zurückgreifen, der um 1754 das Herrenhaus Stülpe errichten ließ und wiederum selbst mit Kenntnissen seines Schwiegervaters Christian Wilhelm von Thümen arbeitete, der nach 1730 Schloss Blankensee bei Trebbin erbaute. So verwundert es nicht, dass einige Plessower Baudaten die Signatur Thümen tragen. Der Bauherr ließ ein Doppel-Allianzwappen an der Front nach Süden ausfertigen, links ein vierfach gegliedertes Wappen, und rechts eines mit der Heraldik seiner Familie, den drei doppelten Pferdeköpfen samt Steinbock. Eine weitere Datierung von baulichen Maßnahmen in Plessow geht auf den Domherrn Hans Wilhelm III. von Rochow zurück, 1886. Er hatte schon zwanzig Jahre zuvor die Dorfkirche komplett umgestalten lassen. Am Plessower Gutshaus war sein Wappen und das Wappen seiner Frau Emmy von Gundlach-Möllenhagen am alten Steinflügelkopf in Richtung Westen hofseitig angefügt. Auf seine persönliche Initiative wurden die Rochow`schen Schlösser auch in den Publikationen der Duncker-Litho`s aufgenommen, die Texte lieferte sein Onkel, der Familienchronist A. F. A. von Rochow-Stülpe.

## Geschichte Rittergut
Gut Plessow war ursprünglich einer der Nebensitze der Rochows, eine sogenannte Pertinenz vom Stammhaus Gut Golzow, südlich von Brandenburg/Havel gelegen; Schloss Golzow wurde 1945 abgängig. Weit nach 1520 wurde Gut Plessow eines der vier eigenständigen Stammsitze, je nach Familienlinie tituliert, des alten Adelsgeschlechts. Die Maßnahme der Aufteilung des Gesamtgüterkomplexes ging auf Hans VIII. von Rochow zurück, der noch den Beinamen der Ritter führte und mit Anna von Holleben verheiratet war. Stammeltern für Plessow wurden Hans X. von Rochow und seine Frau Anna von Dieskau.
Das heutige Gutshaus in Plessow hatte einen wesentlich älteren Vorgängerbau aus Fachwerk, im Ursprung aus der ersten Hälfte des 17. Jahrhunderts, und einen Südflügel aus Stein. Der damalige Bauherr war der besagte Offizier Hans XIV. von Rochow-Plessow, nach 1630. Der Oberst war als Militär in Diensten verschiedener Landesherrn zu etwas Einfluss und Einnahmen gelangt und hatte 1648 mit der Erwerbung der damals etwa 4000 ha, eine Erweiterung folgte später, großen Herrschaft Stülpe bei Luckenwalde eine weitere Begüterung für die Plessower Familienlinie erworben, resp. mit seinen Schwiegereltern von Langen (von Lange) getauscht. Hauptgut blieb aber lange Plessow, bzw. das Feste Haus Zolchow bei Plessow. Nach Daten aus den 1930er Jahren gab es damals am Schloss einen Grundstein aus 1712. Dieser geht auf Bau-Initiativen des Hans Wilhelm I. von Rochow (1672–1730) zurück, dessen Wappen als Kirchenpatron sich in der Fercher Firscherkirche am Altar findet, umgesetzt aber durch den Sohn Gottfried Christian (Friederiken) von Rochow. Sein Plessower Bruder und Nacherbe, Generalleutnant Hans Friedrich von Rochow, wohnte in der Stadt Brandenburg, das Fachwerkgutshaus Plessow galt wohl als schwer bewohnbar.

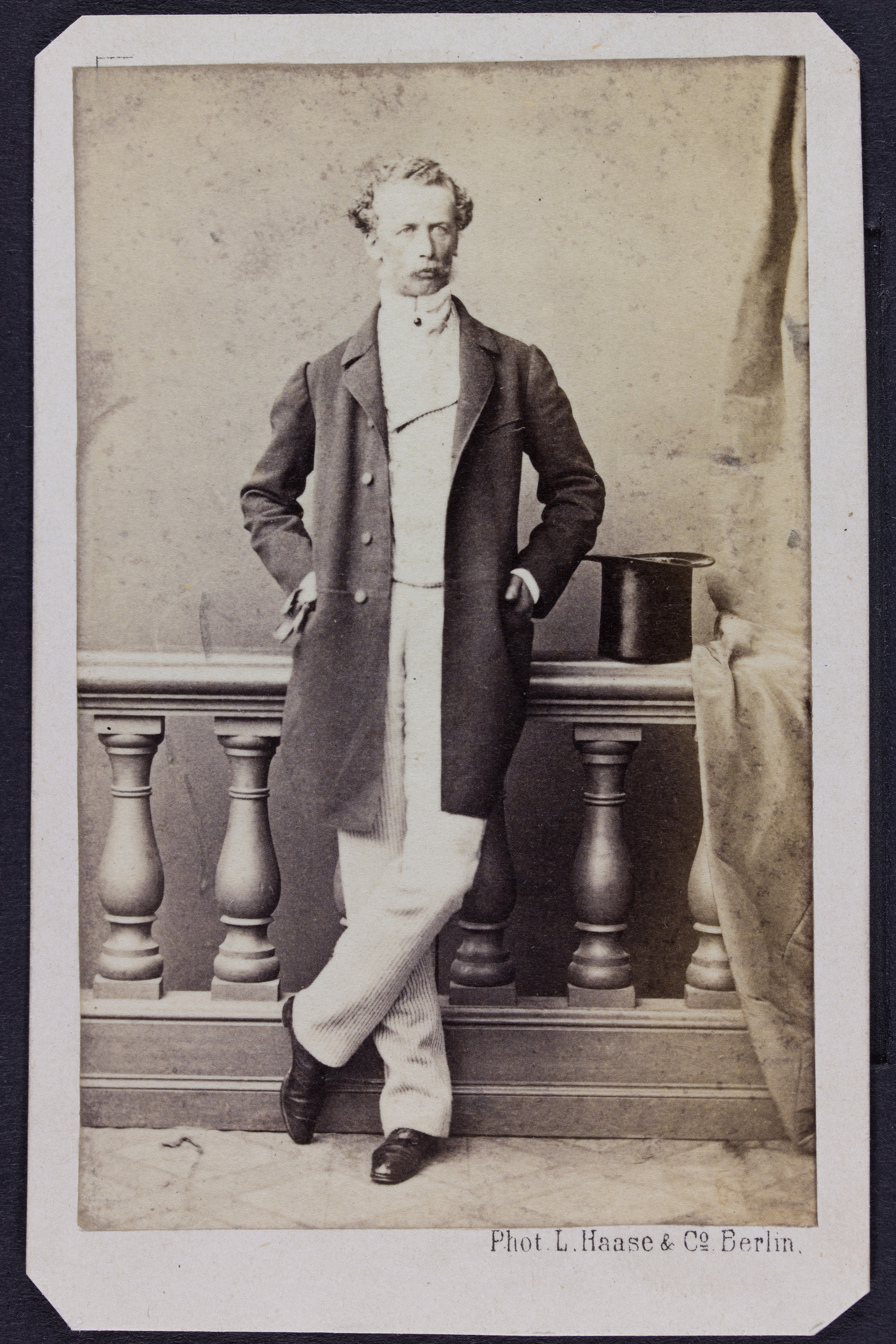
Hans von Rochow-Plessow, um 1877. Leopold Haase & Comp. Berlin. Fotothek Sammlung Stiftung Stadtmuseum Berlin

Um 1880 hatte das Rittergut Plessow mit dem gutsherrlichen Vorwerk Burg Zolchow einen Umfang von 492 ha. Hinzu kamen der Waldbestand von Kammerode mit 1245 ha und Ferch mit 1079 ha. Andere alte Plessower Flächen in Kanin, Klaistow und Wildenbruch gehörten nicht mehr dazu.
Vom Gut Plessow stammt mit Rochus III. von Rochow-Plessow, jüngster Bruder des Domherrn, ein nachgeborener und nicht erbberechtigter Sohn des Hans Karl Dietrich von Rochow-Plessow und seiner Frau Wilhelmine von Schack. Erbe auf Plessow wurde der Ritterschaftsrat Friedrich Ludwig (genannt Fritz) von Rochow-Plessow (1858–1914). Ihm werden nach den Denkmalakten um 1900 Maßnahmen am Dach zeitlich zugeschrieben. Da er keinen männlichen Erben hinterließ griffen die Regelungen des Familienfideikommiss für Plessow, der Neffe Hans von Rochow-Stülpe wurde Erbe. Er war somit Besitzer des großen Allodgutes in Stülpe und Besitzer vom Fideikommiss Plessow. 1928 gehörten zum Schloss Plessow das Rittergut Plessow mit Kammerode, Ferch und Zolchow, zusammen 2702 ha. Hans von Rochow-Stülpe entschied sich 1935 dafür, den alten 8/2-achsigen Seeflügel, der am Kopfteil des Südflügels angefügt war und schon im Situations-Plan von 1791 skizziert wurde aus den Problemen des Baugrundes komplett abzutragen. Dafür errichtete er am westlichen Teil des Kopfbaus eine große Freitreppe und ließ am Giebel in Richtung Osten, in Richtung See, ein Wappen für seinen Erblasser Fritz von Rochow-Plessow und dessen Frau Lisette von Krosigk-Hohenerxleben anfügen. Das Herrenhaus Plessow diente der der Familie von Rochow-Stülpe als Sommersitz, Hauptsitz war nun seit 1921 Stülpe. Der Plessower Fideikommiss wurde nun ein Allodgut und in einen von Rochow`schen Schutzforst Stülpe-Plessow umgewandelt. Der dazugehörige neue Forstbetriebsplan ging mit der Laufzeit bis 1955. In Plessow lebte bis 1935, der Schwager Otto von Rohr wurde als Offizier aktiviert, die Familie der Schwester des Besitzers, Margarethe von Rohr, geb. von Rochow-Stülpe (1894–1980) mit Familie. In den 1940er Jahren wurden Räume des Gutshauses vermietet, u. a. an die Familie des Luftwaffen-Majors Eckhardt von Klass. Anfang der 1940er Jahre quartierte sich zudem der Sonderdienst Seehaus mit einer Abteilung im Haus ein. Auf dem Plessower Gut arbeite nun ein Gartenmeister als Verwalter, die Plessower Forsten wurden bis 1945 von Stülpe aus betreut.

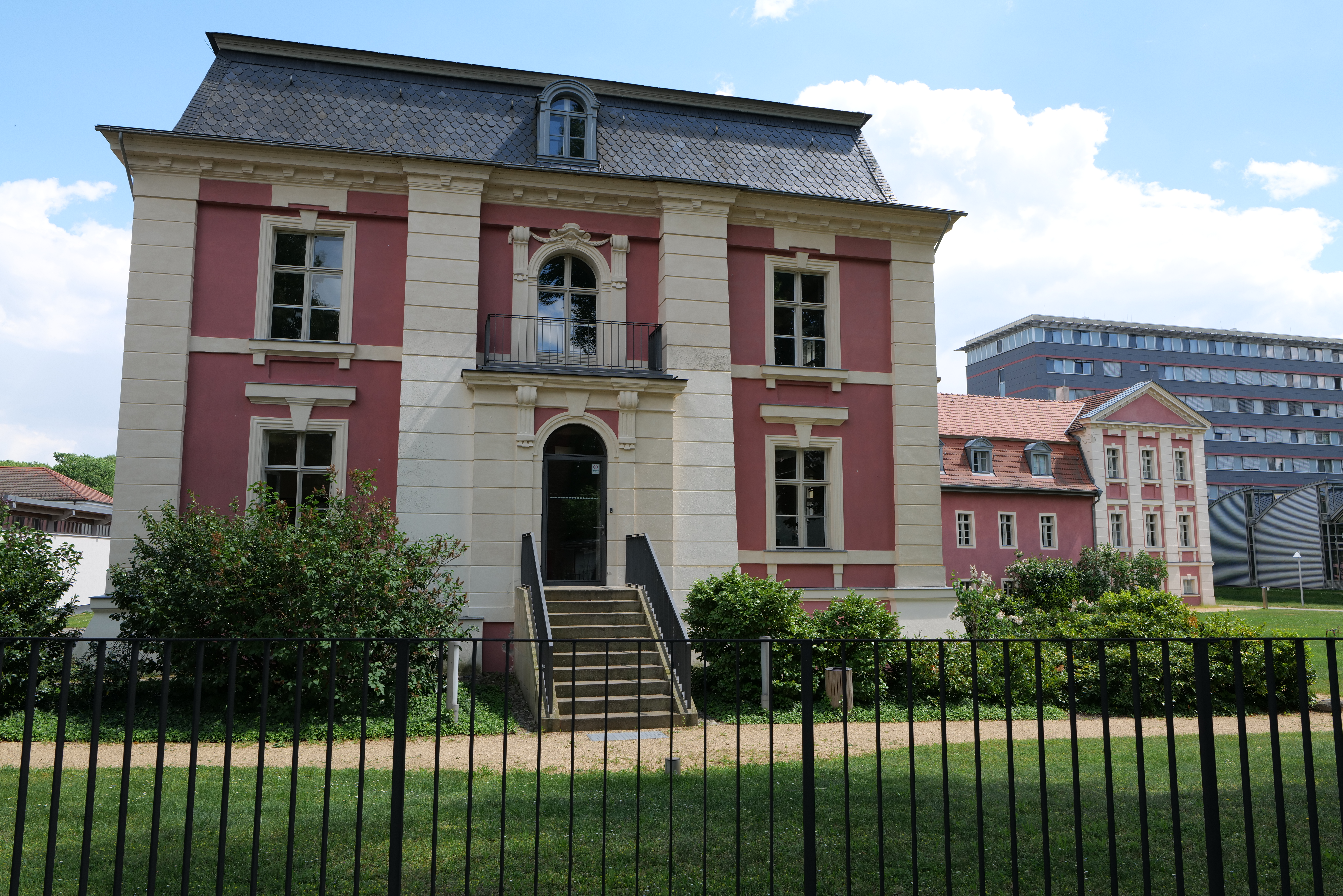
Gutshaus Plessow Westseite
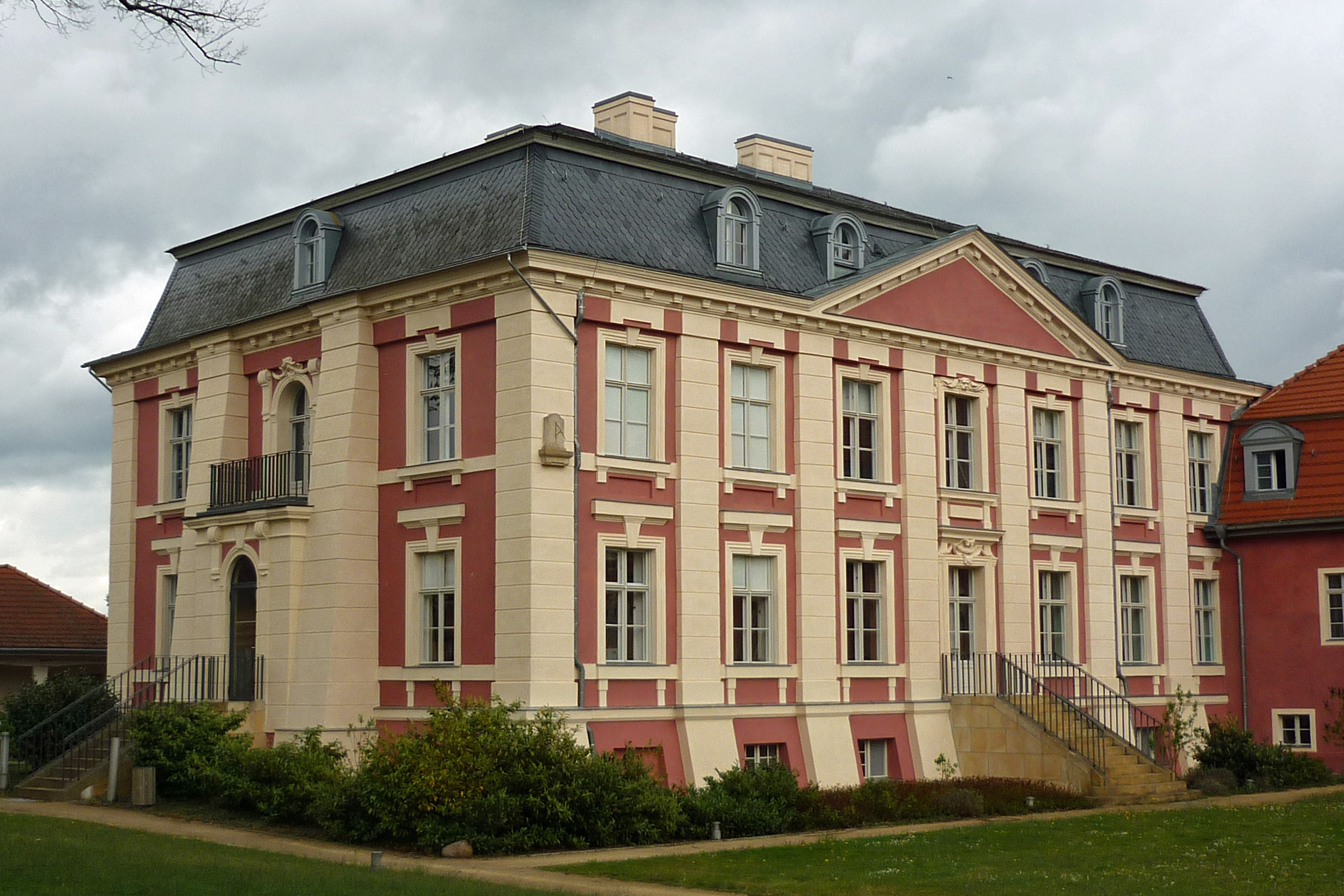
Gutshaus Plessow Südostseite
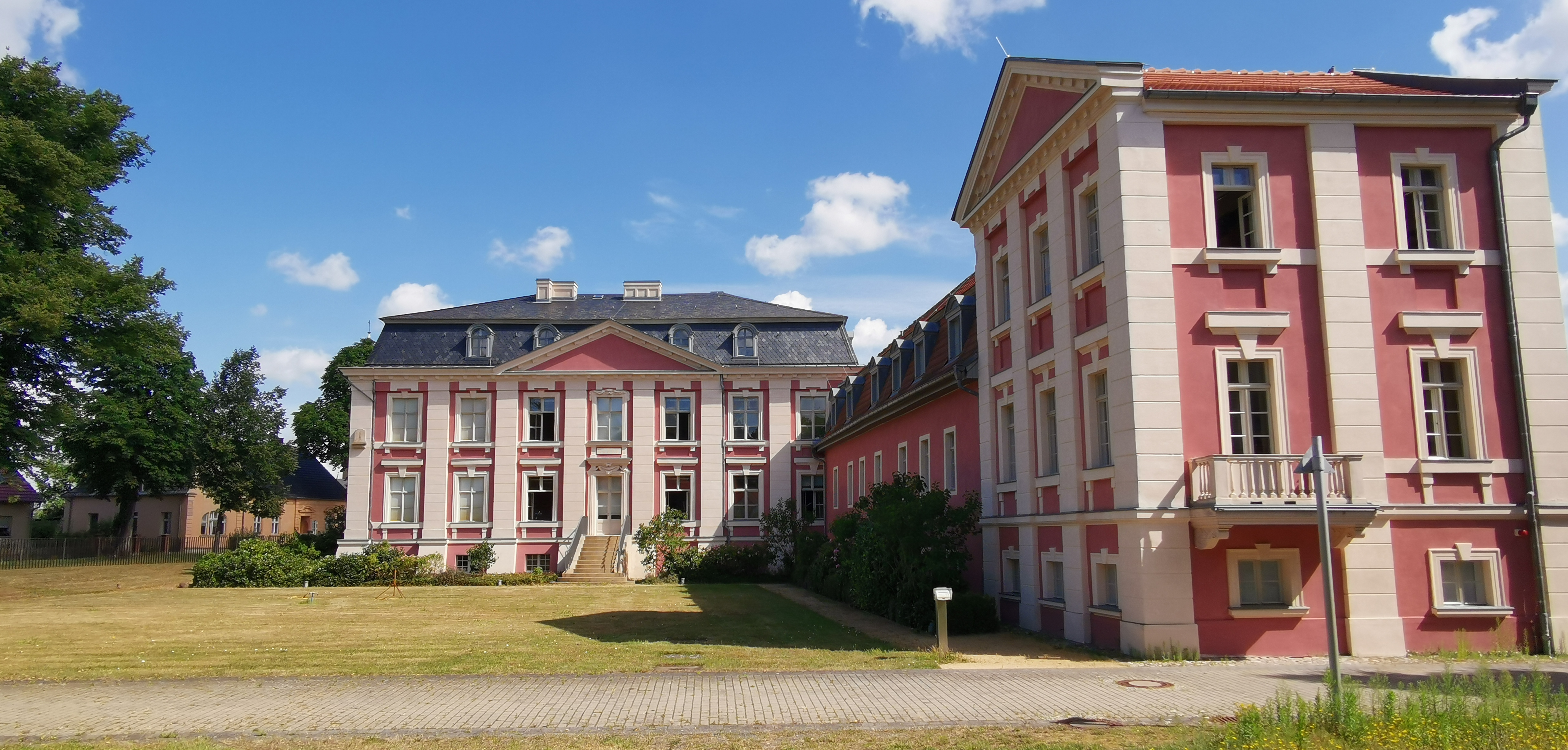
Gutshaus Plessow Südseite

Im Zuge der Bodenreform durch die sowjetische Verwaltung wurden alle Gutsbesitzer über 100 ha Eigentum enteignet. Mit dem Tod des letzten Plessower Gutsherrn Hans von Rochow-Stülpe in den letzten Kriegstagen 1945 trat faktisch somit juristisch der Erbfall ein. Nach Überlieferungen sollte das Haus Plessow der mit Downsyndrom lebende jüngste Sohn Sieghart von Rochow (1941–2004) zur Absicherung erhalten. Erbe des landwirtschaftlichen Gutes Plessow mit Zolchow und die Forsten um Wohnplatz Resau, Ferch und Kammerode sollte der zweite Sohn Bernd (Bernd Wichard) von Rochow (1925–2004) werden. Stülpe sollte an den ältesten Sohn Rochus von Rochow gehen, das 1939 hinzuerworbene Schloss Kleßen an den dritten Sohn Friedrich Wilhelm (Friedel) von Rochow, der später die schon 1931 gegründete Kaffeepflanzung Roca Canzele in Angola bewirtschaftete.
Mit der Deutschen Einheit blieb zunächst die zukünftige Nutzung von Haus Plessow offen. Die Erben meldeten allgemeinen Anspruch an. Man entschied letztlich auf den fiskalischen Besitz. Mittlerweile ist die Bundesrepublik Eigentümerin des ehemaligen Herrenhauses. Alle drei benannten Wappenfelder aus den verschiedenen Bauperioden sind heute nicht mehr vorhanden.
Das Haus in Plessow ist mit seinen vielen Einzelgliedern, wie Quadern, Rahmungen und Konsolklötzen vielleicht das kleinste Schloss der Mark. Der kleine Park Plessow galt früher als eigenartiges Beispiel der Übergangszeit zwischen strenger und freier Gartenkunst. Merkwürdige Schlängelwege, heute nicht mehr vorhanden, müssen perspektivisch vom Hause aus recht interessant gewesen sein. Kritisiert wurde im Nachgang, 1929, durch Hans Joachim Helmigk, die damalige wenig gelungene Einbindung des Parks zum Großen Plessower See hin.

## Ausbildungsstätte Zollverwaltung Schloss Plessow
Wie in vielen ehemaligen Herrenhäusern waren im Gutshaus Plessow kurzzeitig Kriegsflüchtlinge untergebracht. Ende der 1940er Jahre geht man von kleineren Umbauarbeiten am Gebäude aus. Nachweislich war von 1948 bis 1951 eine Wirtschaftsschule des damaligen Landes Brandenburg im Herrenhaus untergebracht. Das Objekt wurde dann alsbald als Schulungsstätte des Ministeriums für Außenhandel der DDR genutzt, etwa bis 1963. Seit 1964 befand sich die Zollschule der DDR bzw. seit 1965 bis zur Wende die Fachschule der Zollverwaltung der DDR im Areal, die ab 1981 den Status eines Instituts mit Hochschulcharakter erhielt. Die DDR-Zollverwaltung errichtete zur Ausweitung der Bildungsstätte später im kleinen Park ein Hochhaus als Zweckbau.
Heute ist darin ein Dienstsitz des Bildungs- und Wissenschaftszentrums der Bundesfinanzverwaltung untergebracht. Das Hochhaus blieb, weil auf eine Betonwanne lagernd, stehen. 2004 wurde im Frühjahr eine umfangreiche Sanierung des alten Herrenhauses abgeschlossen und dies im Herbst am Tag des offenen Denkmals 2004 festlich mit der Öffentlichkeit begangen. Heutzutage sind Schloss und Park Plessow nicht begehbar.

## Archivalien (Auszug)
- Testament des Rittergutsbesitzers Hans von Rochow († 18.1.1891) auf Plessow vom 21. November 1887 (Abschrift); 1887-1891 (Akte), In: Brandenburgisches Landeshauptarchiv (BLHA) 37 Stülpe-Plessow (v. Rochow`sches Gutsarchiv Plessow-Stülpe) Film 161
- Auflösung des Familienfideikommisses von Rochow in Plessow, Kr. Zauch-Belzig, und Bildung einer Schutzforst Stülpe-Plessow; 1928-1941 (Akte), BLHA 2A III F 18642